# Kahraba
Kahraba, właśc. Mahmoud Abdel-Moneim Soliman (arab. محمود عبد المنعم; ur. 13 kwietnia 1994 w Kairze) – egipski piłkarz grający na pozycji ofensywnego pomocnika. Jest zawodnikiem klubu Al-Ahly Kair.

## Kariera piłkarska
Swoją karierę piłkarską Kahraba rozpoczął w klubie ENPPI Club. W 2011 roku awansował do pierwszej drużyny i 18 grudnia 2011 zadebiutował w nim w pierwszej lidze egipskiej w zremisowanym 3:3 domowym meczu z Wadi Degla SC.
W 2013 roku został wypożyczony z ENPPI do szwajcarskiego FC Luzern. W szwajcarskiej Super League zadebiutował w nim 24 sierpnia 2013 w zremisowanym 1:1 domowym meczu z FC Basel. W Luzern grał przez rok.
Latem 2014 Kahrabę wypożyczono do Grasshopper Club Zürich. Swój debiut w nim zaliczył 20 lipca 2014 w przegranym 0:1 wyjazdowym spotkaniu z FC Zürich. W Grasshopper Club spędził pół roku i rundę wiosenną sezonu 2014/2015 spędził w ENPPI Club.
W 2015 roku przeszedł do Zamaleku. W sezonie 2015/2016 wywalczył z Zamalekiem wicemistrzostwo Egiptu oraz zdobył Puchar Egiptu.
Latem 2016 roku odszedł na wypożyczenie do saudyjskiego Ittihad FC. Swój debiut w nim zanotował 11 sierpnia 2016 w wygranym 3:2 wyjazdowym meczu z Al-Raed FC. W 2017 roku zdobył z Al-Ittihad Puchar Księcia, a w 2018 roku – Puchar Króla.
| Sezon   | Klub                | Kraj             | Rozgrywki    | Mecze | Gole |
| ------- | ------------------- | ---------------- | ------------ | ----- | ---- |
| 2011/12 | ENPPI Club          | Egipt            | I liga       | 3     | 0    |
| 2012/13 | ENPPI Club          | Egipt            | I liga       | 14    | 1    |
| 2013/14 | FC Luzern           | Szwajcaria       | Super League | 16    | 7    |
| 2014/15 | Grasshoppers Zurych | Szwajcaria       | Super League | 11    | 2    |
| 2014/15 | ENPPI Club          | Egipt            | I liga       | 17    | 6    |
| 2015/16 | Zamalek SC          | Egipt            | I liga       | 29    | 11   |
| 2016/17 | Ittihad FC          | Arabia Saudyjska | I liga       | 20    | 16   |
| 2017/18 | Ittihad FC          | Arabia Saudyjska | I liga       | 24    | 4    |

## Kariera reprezentacyjna
Kahraba grał w młodzieżowych reprezentacjach Egiptu. W 2013 roku wystąpił na Mistrzostwach Afryki U-20, na których Egipt wywalczył mistrzostwo oraz na Mistrzostwach Świata U-20.
W reprezentacji Egiptu Kahraba zadebiutował 10 września 2013 roku w wygranym 4:2 meczu eliminacji do MŚ 2014 z Gwineą, rozegranym w Al-Dżuna.
W 2017 roku został powołany do kadry Egiptu na Puchar Narodów Afryki 2017. Na tym turnieju wystąpił w czterech meczach: grupowych z Ugandą (1:0) i z Ghaną (1:0), ćwierćfinałowym z Marokiem (1:0) i półfinałowym z Burkiną Faso (1:1, k. 4:3). Wraz z Egiptem wywalczył wicemistrzostwo kontynentu.
W 2018 roku powołano go do kadry na Mistrzostwa Świata w Rosji. Rozegrał na nim trzy mecze: z Urugwajem (0:1), z Rosją (1:3) i z Arabią Saudyjską (1:2).